# Lockheed Have Blue
Lockheed Have Blue var et stealthkonstrueret fly som blev udviklet omkring år 1977 ved den tophemmelige base kaldet Area 51.[kilde mangler]